# Halkieria
Halkieria ("De Halkier", en griego) es un fósil encontrado en Groenlandia de clasificación incierta. Posee rasgos que permiten clasificarlo tanto como un molusco o como un braquiópodo. Hay que tener en cuenta que los «pequeños fósiles con concha (small shelly fossils)» fueron también incluidos en el problemático taxón Halkieriidae. 

## Morfología
Halkieria parece tener pie muscular y escleritos (pequeños elementos constituyentes que recubren al animal) que también aparecen en los pequeños fósiles con concha. Tiene dos valvas, una anterior y una posterior, como si fuera un antecesor de los braquiópodos.